# Poproč (Banská Bystrica)
Poproč (in ungherese: Gömörhegyvég) è un comune della Slovacchia facente parte del distretto di Rimavská Sobota, nella regione di Banská Bystrica.